# Bundesliga
Fußball-Bundesliga (pronunție în germană [ˈbʊndəsˌliːɡa], tradus Liga Federală) este cea mai importantă competiție de fotbal din Germania. Acesta a atins în sezonul competițional 2007-2008 o cifră de afaceri de 1,93 miliarde de euro și cei mai mulți spectatori din fotbalul european – cu o cifră globală de 17,4 milioane de spectatori pentru meciurile din prima și a doua divizie, al 6-lea record consecutiv în materie.

## Structură și competiție
Campioana Germaniei este strict decisă prin jucarea meciurilor în Bundesliga. Fiecare club joacă cu celelalte, o dată acasă, o dată în deplasare. La început, în această ligă, fiecare victorie era răsplătită cu 2 puncte, remiza cu 1 punct și pierderea unui meci cu zero puncte. Din  sezonul 1995-96, fiecare victorie este răsplătită cu 3 puncte, celelalte rămânând la fel. Echipa care are cele mai multe puncte la sfârșitul sezonului este declarată Campioana Germaniei. Primele patru cluburi clasate intră automat în grupele UEFA Champions League, în timp ce al cincilea intră în grupe, în funcție de coeficientul UEFA a țării. Ultimele trei echipe clasate sunt retrogradate, două direct și una jucând un baraj tur-retur cu a treia echipă din 2.Bundesliga, ajungând să joace sezonul următor în Liga a Doua a Germaniei, în timp ce primele două clasate din liga secundă sunt promovate direct în Bundesliga.
În cazul în care două echipe au același număr de puncte, se aplică următoarele reguli de departajare:
1. Golaverajul
2. Numărul de goluri înscrise
3. Rezultatele din meciurile directe
4. Goluri marcate în meciurile directe
5. Goluri marcate în deplasare

Dacă cele două cluburi sunt încă la egalitate după aceste criterii, se joacă un singur meci pe teren neutru pentru a determina poziția în clasament. Totuși, până în prezent, nu a fost necesar jucarea unui astfel de meci în Bundesliga.
Numărul de echipe a fost schimbat de-a lungul timpului, după cum urmează:
- 1963–1964 până în sezonul 1964–1965: 16
- 1965–1966 până în sezonul 1990–1991: 18
- 1991–1992: 20
- 1992–1993 - prezent: 18

## Lista campioanelor (1903-1963)

### Primele campionate germane de fotbal (1903–32)
| An        | Campioană                                                     | Rezultat                                    | Vicecampioană                               | Locație                                     |
| --------- | ------------------------------------------------------------- | ------------------------------------------- | ------------------------------------------- | ------------------------------------------- |
| 1903      | VfB Leipzig (1)                                               | 7–2                                         | Deutscher FC Prag                           | Altona                                      |
| 1904      | Nicio campioană, finala nu a avut loc                         | Nicio campioană, finala nu a avut loc       | Nicio campioană, finala nu a avut loc       | Kassel                                      |
| 1905      | Union 92 Berlin (1)                                           | 2–0                                         | Karlsruher FV                               | Köln                                        |
| 1906      | VfB Leipzig (2)                                               | 2–1                                         | 1. FC Pforzheim                             | Nürnberg                                    |
| 1907      | Freiburger FC (1)                                             | 3–1                                         | Viktoria Berlin                             | Mannheim                                    |
| 1908      | Viktoria Berlin (1)                                           | 3–0                                         | Stuttgarter Kickers                         | Berlin                                      |
| 1909      | Phönix Karlsruhe (1)                                          | 4–2                                         | Viktoria Berlin                             | Breslau                                     |
| 1910      | Karlsruher FV (1)                                             | 1–0 d.p.                                    | Holstein Kiel                               | Köln                                        |
| 1911      | Viktoria Berlin (2)                                           | 3–1                                         | VfB Leipzig                                 | Dresden                                     |
| 1912      | Holstein Kiel (1)                                             | 1–0                                         | Karlsruher FV                               | Hamburg                                     |
| 1913      | VfB Leipzig (3)                                               | 3–1                                         | Duisburger SpV                              | München                                     |
| 1914      | SpVgg Fürth (1)                                               | 3–2 d.p.                                    | VfB Leipzig                                 | Magdeburg                                   |
| 1915–1919 | Suspendat din cauza Primului Război Mondial                   | Suspendat din cauza Primului Război Mondial | Suspendat din cauza Primului Război Mondial | Suspendat din cauza Primului Război Mondial |
| 1920      | 1. FC Nürnberg (1)                                            | 2–0                                         | SpVgg Fürth                                 | Frankfurt                                   |
| 1921      | 1. FC Nürnberg (2)                                            | 5–0                                         | Berliner FC Vorwärts 1890                   | Düsseldorf                                  |
| 1922      | Nicio campioană (titlul a fost refuzat de către Hamburger SV) | 2–2 d.p. 1–1 d.p.                           | Hamburger SV 1. FC Nürnberg                 | Berlin Leipzig                              |
| 1923      | Hamburger SV (1)                                              | 3–0                                         | Union Oberschöneweide                       | Berlin                                      |
| 1924      | 1. FC Nürnberg (3)                                            | 2–0                                         | Hamburger SV                                | Berlin                                      |
| 1925      | 1. FC Nürnberg (4)                                            | 1–0 d.p.                                    | FSV Frankfurt                               | Frankfurt                                   |
| 1926      | SpVgg Fürth (2)                                               | 4–1                                         | Hertha BSC                                  | Frankfurt                                   |
| 1927      | 1. FC Nürnberg (5)                                            | 2–0                                         | Hertha BSC                                  | Berlin                                      |
| 1928      | Hamburger SV (2)                                              | 5–2                                         | Hertha BSC                                  | Hamburg                                     |
| 1929      | SpVgg Fürth (3)                                               | 3–2                                         | Hertha BSC                                  | Nürnberg                                    |
| 1930      | Hertha BSC (1)                                                | 5–4                                         | Holstein Kiel                               | Düsseldorf                                  |
| 1931      | Hertha BSC (2)                                                | 3–2                                         | TSV 1860 München                            | Köln                                        |
| 1932      | FC Bayern München (1)                                         | 2–0                                         | Eintracht Frankfurt                         | Nürnberg                                    |

### Campionatele germane de fotbal din Germania nazistă (1933–45)
| An   | Campioană                                             | Rezultat                                              | Vicecampioană                                         | Locație                                               |
| ---- | ----------------------------------------------------- | ----------------------------------------------------- | ----------------------------------------------------- | ----------------------------------------------------- |
| 1933 | Fortuna Düsseldorf (1)                                | 3–0                                                   | Schalke 04                                            | Köln                                                  |
| 1934 | Schalke 04 (1)                                        | 2–1                                                   | 1. FC Nürnberg                                        | Berlin                                                |
| 1935 | Schalke 04 (2)                                        | 6–4                                                   | VfB Stuttgart                                         | Köln                                                  |
| 1936 | 1. FC Nürnberg (6)                                    | 2–1 d.p.                                              | Fortuna Düsseldorf                                    | Berlin                                                |
| 1937 | Schalke 04 (3) **                                     | 2–0                                                   | 1. FC Nürnberg                                        | Berlin                                                |
| 1938 | Hannover 96 (1)                                       | 3–3 d.p. 4–3 d.p.                                     | Schalke 04                                            | Berlin                                                |
| 1939 | Schalke 04 (4)                                        | 9–0                                                   | Admira Wien                                           | Berlin                                                |
| 1940 | Schalke 04 (5)                                        | 1–0                                                   | Dresdner SC                                           | Berlin                                                |
| 1941 | Rapid Wien (1)                                        | 4–3                                                   | Schalke 04                                            | Berlin                                                |
| 1942 | Schalke 04 (6)                                        | 2–0                                                   | First Vienna                                          | Berlin                                                |
| 1943 | Dresdner SC (1)                                       | 3–0                                                   | FV Saarbrücken                                        | Berlin                                                |
| 1944 | Dresdner SC (2)                                       | 4–0                                                   | LSV Hamburg                                           | Berlin                                                |
| 1945 | Suspendat din cauza celui de-al Doilea Război Mondial | Suspendat din cauza celui de-al Doilea Război Mondial | Suspendat din cauza celui de-al Doilea Război Mondial | Suspendat din cauza celui de-al Doilea Război Mondial |

### Campionatele germane de fotbal din postbelic până în Bundesliga (1946–63)
| An        | Campioană                 | Rezultat                  | Vicecampioană             | Locație                   |
| --------- | ------------------------- | ------------------------- | ------------------------- | ------------------------- |
| 1946–1947 | Doar campionate regionale | Doar campionate regionale | Doar campionate regionale | Doar campionate regionale |
| 1948      | 1. FC Nürnberg (7)        | 2–1                       | 1. FC Kaiserslautern      | Köln                      |
| 1949      | VfR Mannheim (1)          | 3–2 d.p.                  | Borussia Dortmund         | Stuttgart                 |
| 1950      | VfB Stuttgart (1)         | 2–1                       | Kickers Offenbach         | Berlin                    |
| 1951      | 1. FC Kaiserslautern (1)  | 2–1                       | Preußen Münster           | Berlin                    |
| 1952      | VfB Stuttgart (2)         | 3–2                       | 1. FC Saarbrücken         | Ludwigshafen              |
| 1953      | 1. FC Kaiserslautern (2)  | 4–1                       | VfB Stuttgart             | Berlin                    |
| 1954      | Hannover 96 (2)           | 5–1                       | 1. FC Kaiserslautern      | Hamburg                   |
| 1955      | Rot-Weiss Essen (1)       | 4–3                       | 1. FC Kaiserslautern      | Hannover                  |
| 1956      | Borussia Dortmund (1)     | 4–2                       | Karlsruher SC             | Berlin                    |
| 1957      | Borussia Dortmund (2)     | 4–1                       | Hamburger SV              | Hannover                  |
| 1958      | Schalke 04 (7)            | 3–0                       | Hamburger SV              | Hannover                  |
| 1959      | Eintracht Frankfurt (1)   | 5–3 d.p.                  | Kickers Offenbach         | Berlin                    |
| 1960      | Hamburger SV (3)          | 3–2                       | 1. FC Köln                | Frankfurt                 |
| 1961      | 1. FC Nürnberg (8)        | 3–0                       | Borussia Dortmund         | Hannover                  |
| 1962      | 1. FC Köln (1)            | 4–0                       | 1. FC Nürnberg            | Berlin                    |
| 1963      | Borussia Dortmund (3)     | 3–1                       | 1. FC Köln                | Stuttgart                 |

### Campionatele de fotbal est-germane (1950–90)
| Sezon   | Campioană                     | Viceampioană                     | Locul al treilea                | Cel mai bun marcator (goluri) |
| ------- | ----------------------------- | -------------------------------- | ------------------------------- | ----------------------------- |
| 1948    | SG Planitz (1)                | SG Freiimfelde Halle             | —                               | —                             |
| 1949    | ZSG Union Halle (1)           | SG Fortuna Erfurt                | —                               | —                             |
| 1949–50 | ZSG Horch Zwickau (2)         | SG Friedrichstadt                | BSG Waggonbau Dessau            | Heinz Satrapa (23)            |
| 1950–51 | BSG Chemie Leipzig (1)        | BSG Turbine Erfurt               | BSG Motor Zwickau               | Johannes Schöne (37)          |
| 1951–52 | BSG Turbine Halle (2)         | SV Deutsche Volkspolizei Dresden | BSG Chemie Leipzig              | Rudolf Krause (27)            |
| 1952–53 | SG Dynamo Dresden (1)         | BSG Wismut Aue                   | BSG Motor Zwickau               | Harry Arlt (26)               |
| 1953–54 | BSG Turbine Erfurt (1)        | BSG Chemie Leipzig               | SG Dynamo Dresden               | Heinz Satrapa (21)            |
| 1954–55 | SC Turbine Erfurt (2)         | SC Wismut Karl-Marx-Stadt        | SC Rotation Leipzig             | Willy Tröger (22)             |
| 1955    | SC Wismut Karl-Marx-Stadt     | SC Empor Rostock                 | SC Dynamo Berlin                | Klaus Seligow (12)            |
| 1956    | SC Wismut Karl-Marx-Stadt (1) | SC Aktivist Brieske Senftenberg  | SC Lokomotive Leipzig           | Ernst Lindner (18)            |
| 1957    | SC Wismut Karl-Marx-Stadt (2) | ASK Vorwärts Berlin              | SC Rotation Leipzig             | Heinz Kaulmann (15)           |
| 1958    | ASK Vorwärts Berlin (1)       | SC Motor Jena                    | SC Aktivist Brieske Senftenberg | Helmut Müller (17)            |
| 1959    | SC Wismut Karl-Marx-Stadt (3) | ASK Vorwärts Berlin              | SC Dynamo Berlin                | Bernd Bauchspieß (18)         |
| 1960    | ASK Vorwärts Berlin (2)       | SC Dynamo Berlin                 | SC Lokomotive Leipzig           | Bernd Bauchspieß (25)         |
| 1961–62 | ASK Vorwärts Berlin (3)       | SC Empor Rostock                 | SC Dynamo Berlin                | Arthur Bialas (23)            |
| 1962–63 | SC Motor Jena (1)             | SC Empor Rostock                 | ASK Vorwärts Berlin             | Peter Ducke (19)              |
| 1963–64 | BSG Chemie Leipzig (2)        | SC Empor Rostock                 | SC Leipzig                      | Gerd Backhaus (15)            |
| 1964–65 | ASK Vorwärts Berlin (4)       | SC Motor Jena                    | BSG Chemie Leipzig              | Bernd Bauchspieß (14)         |
| 1965–66 | FC Vorwärts Berlin (5)        | FC Carl Zeiss Jena               | 1. FC Lokomotive Leipzig        | Henning Frenzel (22)          |
| 1966–67 | FC Karl-Marx-Stadt (1)        | 1. FC Lokomotive Leipzig         | BSG Motor Zwickau               | Hartmund Rentzsch (17)        |
| 1967–68 | FC Carl Zeiss Jena (2)        | F.C. Hansa Rostock               | 1. FC Magdeburg                 | Gerhard Kostmann (15)         |
| 1968–69 | FC Vorwärts Berlin (6)        | FC Carl Zeiss Jena               | 1. FC Magdeburg                 | Gerhard Kostmann (18)         |
| 1969–70 | FC Carl Zeiss Jena (3)        | FC Vorwärts Berlin               | Dynamo Dresden                  | Otto Skrowny (12)             |
| 1970–71 | Dynamo Dresden (2)            | FC Carl Zeiss Jena               | Hallescher FC Chemie            | Hans-Jürgen Kreische (17)     |
| 1971–72 | 1. FC Magdeburg (1)           | BFC Dynamo                       | Dynamo Dresden                  | Hans-Jürgen Kreische (14)     |
| 1972–73 | Dynamo Dresden (3)            | FC Carl Zeiss Jena               | 1. FC Magdeburg                 | Hans-Jürgen Kreische (26)     |
| 1973–74 | 1. FC Magdeburg (2)           | FC Carl Zeiss Jena               | Dynamo Dresden                  | Hans-Bert Matoul (20)         |
| 1974–75 | 1. FC Magdeburg (3)           | FC Carl Zeiss Jena               | Dynamo Dresden                  | Manfred Vogel (17)            |
| 1975–76 | Dynamo Dresden (4)            | BFC Dynamo                       | 1. FC Magdeburg                 | Hans-Jürgen Kreische (24)     |
| 1976–77 | Dynamo Dresden (5)            | 1. FC Magdeburg                  | FC Carl Zeiss Jena              | Joachim Streich (17)          |
| 1977–78 | Dynamo Dresden (6)            | 1. FC Magdeburg                  | BFC Dynamo                      | Klaus Havenstein (15)         |
| 1978–79 | BFC Dynamo (1)                | Dynamo Dresden                   | FC Carl Zeiss Jena              | Joachim Streich (23)          |
| 1979–80 | BFC Dynamo (2)                | Dynamo Dresden                   | FC Carl Zeiss Jena              | Dieter Kühn (21)              |
| 1980–81 | BFC Dynamo (3)                | FC Carl Zeiss Jena               | 1. FC Magdeburg                 | Joachim Streich (20)          |
| 1981–82 | BFC Dynamo (4)                | Dynamo Dresden                   | 1. FC Lokomotive Leipzig        | Rüdiger Schnuphase (19)       |
| 1982–83 | BFC Dynamo (5)                | FC Vorwärts Frankfurt            | FC Carl Zeiss Jena              | Joachim Streich (19)          |
| 1983–84 | BFC Dynamo (6)                | Dynamo Dresden                   | 1. FC Lokomotive Leipzig        | Rainer Ernst (20)             |
| 1984–85 | BFC Dynamo (7)                | Dynamo Dresden                   | 1. FC Lokomotive Leipzig        | Rainer Ernst (24)             |
| 1985–86 | BFC Dynamo (8)                | 1. FC Lokomotive Leipzig         | FC Carl Zeiss Jena              | Ralf Sträßer (14)             |
| 1986–87 | BFC Dynamo (9)                | Dynamo Dresden                   | 1. FC Lokomotive Leipzig        | Frank Pastor (17)             |
| 1987–88 | BFC Dynamo (10)               | 1. FC Lokomotive Leipzig         | Dynamo Dresden                  | Andreas Thom (20)             |
| 1988–89 | Dynamo Dresden (7)            | BFC Dynamo                       | FC Karl-Marx-Stadt              | Torsten Gütschow (17)         |
| 1989–90 | Dynamo Dresden (8)            | FC Karl-Marx-Stadt               | 1. FC Magdeburg                 | Torsten Gütschow (18)         |
| 1990–91 | F.C. Hansa Rostock (1)        | Dynamo Dresden                   | FC Rot-Weiß Erfurt              | Torsten Gütschow (20)         |

## Campioni de fotbal est-germani (1948-1991)
| Club                        | Campioni | Pe locul al doilea | Locul al treilea |
| --------------------------- | -------- | ------------------ | ---------------- |
| Berliner FC Dynamo1         | 10       | 4                  | 3                |
| SG Dynamo Dresden2          | 8        | 8                  | 6                |
| FC Vorwärts Frankfurt 3     | 6        | 4                  | 1                |
| FC Carl Zeiss Jena 4        | 3        | 9                  | 5                |
| 1. FC Magdeburg             | 3        | 2                  | 6                |
| BSG Wismut Aue 5            | 3        | 2                  | —                |
| FC Rot-Weiß Erfurt 6        | 2        | 2                  | 1                |
| BSG Chemie Leipzig 7        | 2        | 1                  | 4                |
| BSG Sachsenring Zwickau 8   | 2        | —                  | 3                |
| BSG Turbine Halle 9         | 2        | —                  | —                |
| F.C. Hansa Rostock 10       | 1        | 4                  | —                |
| FC Karl-Marx-Stadt          | 1        | 1                  | 1                |
| 1. FC Lokomotive Leipzig 11 | —        | 3                  | 8                |
| Hallescher FC Chemie 12     | —        | 1                  | 1                |
| BSG Aktivist Senftenberg13  | —        | 1                  | 1                |
| SG Friedrichstadt           | —        | 1                  | —                |
| BSG Motor Dessau14          | —        | —                  | 1                |

Note:
- 1 A jucat ca parte a clubul sportiv SC Dynamo Berlin până la înființarea BFC Dynamo în 1966.
- 2 A jucat ca „SV Deutsche Volkspolizei Dresden” până la înființarea SG Dynamo Dresden în 1953.
- 3 În 1953, clubul a fost preluat din Leipzig și mutat în Berlinul de Est pentru a juca ca „ZSK Vorwärts Berlin”, cunoscut mai târziu sub numele de „” „ASK Vorwärts Berlin” și după aceea „FC Vorwärts Berlin”. În 1971, clubul a fost preluat și mutat din nou, de data aceasta din capitală la Frankfurt an der Oder în Bezirk Frankfurt. Echipa era cunoscută sub numele de „FC Vorwärts Frankfurt”.
- 4 Cunoscut și ca „BSG Motor Jena” și „SC Motor Jena”.
- 5 Cunoscut și ca „SG Aue”, „BSG Pneumatik Aue”, „Zentra Wismut Aue”, „BSG Wismut Aue” și SC Wismut Karl-Marx-Stadt. În 1954, departamentul de fotbal al BSG Wismut Aue a fost delegat la clubul sportiv SC Wismut Karl-Marx-Stadt din Chemnitz. În 1963, SC Wismut Karl-Marx Stadt a fuzionat cu SC Motor Karl-Marx-Stadt pentru a forma SC Karl-Marx-Stadt, iar departamentul de fotbal al SC Wismut Karl-Marx-Stadt a fost mutat înapoi la Aue  și reatașat la BSG Wismut Aue. După reunificarea Germaniei în 1990, clubul a fost redenumit „FC Wismut Aue” înainte de a-și prelua forma actuală, „FC Erzgebirge Aue]]”’’ în 1993.
- 6 Cunoscut și ca „SG Fortuna Erfurt”, „BSG KWU Erfurt”, „BSG Turbine Erfurt” și „SC Turbine Erfurt” '. În 1966, departamentele de fotbal ale SC Turbine Erfurt și BSG Optima Erfurt au fost fuzionate sub denumirea de FC Rot-Weiß Erfurt.
- 7 Cunoscut și ca „SC Lokomotive Leipzig” (a nu se confunda cu 1. FC Lokomotive Leipzig) și „’’FC Sachsen Leipzig’’ '.
- 8 Cunoscut și ca „SG Planitz”, „ZSG Horch Zwickau” și „BSG Motor Zwickau”.
- 9 Cunoscut și ca „ZSG Union Halle”.
- 10 Cunoscut și ca „SC Empor Rostock”.
- 11 Cunoscut și ca „SC Rotation Leipzig” și „SC Leipzig” (a nu se confunda cu SC Lokomotive Leipzig ).
- 12 Cunoscut și ca „SG Freiimfelde Halle”.
- 13 Cunoscut și sub numele de „Sportgemeinde Grube Marga”, „BSG Franz Mehring Grube”, „BSG Aktivist Ost Brieske” și „SC Aktivist Brieske”. -Senftenberg.
- 14 Cunoscut și ca „BSG Waggonbau Dessau” și „BSG Waggonfabrik Dessau”.

## Campioane Bundesliga (din 1963)
Legendă
| **  | Dublă  |
| *** | Triplă |

| Sezon     | Campioană                    | Vicecampioană            | Locul 3                  | Golgheter                           | Goals |
| --------- | ---------------------------- | ------------------------ | ------------------------ | ----------------------------------- | ----- |
| 1963–64   | 1. FC Köln (2)               | Meidericher SV           | Eintracht Frankfurt      | Uwe Seeler                          | 30    |
| 1964–65   | Werder Bremen (1)            | 1. FC Köln               | Borussia Dortmund        | Rudi Brunnenmeier                   | 24    |
| 1965–66   | TSV 1860 München (1)         | Borussia Dortmund        | FC Bayern München        | Friedhelm Konietzka                 | 26    |
| 1966–67   | Eintracht Braunschweig (1)   | TSV 1860 München         | Borussia Dortmund        | Lothar Emmerich, Gerd Müller        | 28    |
| 1967–68   | 1. FC Nürnberg (9)           | Werder Bremen            | Borussia Mönchengladbach | Hannes Löhr                         | 27    |
| 1968–69   | FC Bayern München (2) **     | Alemannia Aachen         | Borussia Mönchengladbach | Gerd Müller                         | 30    |
| 1969–70   | Borussia Mönchengladbach (1) | FC Bayern München        | Hertha BSC               | Gerd Müller                         | 38    |
| 1970–71   | Borussia Mönchengladbach (2) | FC Bayern München        | Hertha BSC               | Lothar Kobluhn                      | 24    |
| 1971–72   | FC Bayern München (3)        | Schalke 04               | Borussia Mönchengladbach | Gerd Müller                         | 40    |
| 1972–73   | FC Bayern München (4)        | 1. FC Köln               | Fortuna Düsseldorf       | Gerd Müller                         | 36    |
| 1973–74   | FC Bayern München (5)        | Borussia Mönchengladbach | Fortuna Düsseldorf       | Josef Heynckes, Gerd Müller         | 30    |
| 1974–75   | Borussia Mönchengladbach (3) | Hertha BSC               | Hamburger SV             | Josef Heynckes                      | 27    |
| 1975–76   | Borussia Mönchengladbach (4) | Hamburger SV             | FC Bayern München        | Klaus Fischer                       | 29    |
| 1976–77   | Borussia Mönchengladbach (5) | Schalke 04               | Eintracht Braunschweig   | Dieter Müller                       | 34    |
| 1977–78   | 1. FC Köln (3) **            | Borussia Mönchengladbach | Hertha BSC               | Dieter Müller, Gerd Müller          | 24    |
| 1978–79   | Hamburger SV (4)             | VfB Stuttgart            | 1. FC Kaiserslautern     | Klaus Allofs                        | 22    |
| 1979–80   | FC Bayern München (6)        | Hamburger SV             | VfB Stuttgart            | Karl-Heinz Rummenigge               | 26    |
| 1980–81   | FC Bayern München (7)        | Hamburger SV             | VfB Stuttgart            | Karl-Heinz Rummenigge               | 29    |
| 1981–82   | Hamburger SV (5)             | 1. FC Köln               | FC Bayern München        | Horst Hrubesch                      | 27    |
| 1982–83   | Hamburger SV (6)             | Werder Bremen            | VfB Stuttgart            | Rudi Völler                         | 23    |
| 1983–84   | VfB Stuttgart (3)            | Hamburger SV             | Borussia Mönchengladbach | Karl-Heinz Rummenigge               | 26    |
| 1984–85   | FC Bayern München (8)        | Werder Bremen            | 1. FC Köln               | Klaus Allofs                        | 26    |
| 1985–86   | FC Bayern München (9) **     | Werder Bremen            | Bayer Uerdingen          | Stefan Kuntz                        | 22    |
| 1986–87   | FC Bayern München (10)       | Hamburger SV             | Borussia Mönchengladbach | Uwe Rahn                            | 24    |
| 1987–88   | Werder Bremen (2)            | FC Bayern München        | 1. FC Köln               | Jürgen Klinsmann                    | 19    |
| 1988–89   | FC Bayern München (11)       | 1. FC Köln               | Werder Bremen            | Thomas Allofs, Roland Wohlfarth     | 17    |
| 1989–90   | FC Bayern München (12)       | 1. FC Köln               | Eintracht Frankfurt      | Jørn Andersen                       | 18    |
| 1990–91   | 1. FC Kaiserslautern (3)     | FC Bayern München        | Werder Bremen            | Roland Wohlfarth                    | 21    |
| 1991–92   | VfB Stuttgart (4)            | Borussia Dortmund        | Eintracht Frankfurt      | Fritz Walter                        | 22    |
| 1992–93   | Werder Bremen (3)            | FC Bayern München        | Eintracht Frankfurt      | Ulf Kirsten, Tony Yeboah            | 20    |
| 1993–94   | FC Bayern München (13)       | 1. FC Kaiserslautern     | Bayer Leverkusen         | Stefan Kuntz, Tony Yeboah           | 18    |
| 1994–95   | Borussia Dortmund (4)        | Werder Bremen            | Freiburg                 | Heiko Herrlich, Mario Basler        | 20    |
| 1995–96   | Borussia Dortmund (5)        | FC Bayern München        | Schalke 04               | Fredi Bobic                         | 17    |
| 1996–97   | FC Bayern München (14)       | Bayer Leverkusen         | Borussia Dortmund        | Ulf Kirsten                         | 22    |
| 1997–98   | 1. FC Kaiserslautern (4)     | FC Bayern München        | Bayer Leverkusen         | Ulf Kirsten                         | 22    |
| 1998–99   | FC Bayern München (15)       | Bayer Leverkusen         | Hertha BSC               | Michael Preetz                      | 23    |
| 1999–2000 | FC Bayern München (16) **    | Bayer Leverkusen         | Hamburger SV             | Martin Max                          | 19    |
| 2000–01   | FC Bayern München (17)       | Schalke 04               | Borussia Dortmund        | Sergej Barbarez, Ebbe Sand          | 22    |
| 2001–02   | Borussia Dortmund (6)        | Bayer Leverkusen         | FC Bayern München        | Márcio Amoroso, Martin Max          | 18    |
| 2002–03   | FC Bayern München (18) **    | VfB Stuttgart            | Borussia Dortmund        | Giovane Élber, Thomas Christiansen  | 21    |
| 2003–04   | Werder Bremen (4) **         | FC Bayern München        | Bayer Leverkusen         | Aílton                              | 28    |
| 2004–05   | FC Bayern München (19) **    | Schalke 04               | Werder Bremen            | Marek Mintál                        | 24    |
| 2005–06   | FC Bayern München (20) **    | Werder Bremen            | Hamburger SV             | Miroslav Klose                      | 25    |
| 2006–07   | VfB Stuttgart (5)            | Schalke 04               | Werder Bremen            | Theofanis Gekas                     | 20    |
| 2007–08   | FC Bayern München (21) **    | Werder Bremen            | Schalke 04               | Luca Toni                           | 24    |
| 2008–09   | VfL Wolfsburg (1)            | FC Bayern München        | VfB Stuttgart            | Grafite                             | 28    |
| 2009–10   | FC Bayern München (22) **    | Schalke 04               | Werder Bremen            | Edin Džeko                          | 22    |
| 2010–11   | Borussia Dortmund (7)        | Bayer Leverkusen         | FC Bayern München        | Mario Gómez                         | 28    |
| 2011–12   | Borussia Dortmund (8) **     | FC Bayern München        | Schalke 04               | Klaas-Jan Huntelaar                 | 29    |
| 2012–13   | FC Bayern München (23) ***   | Borussia Dortmund        | Bayer Leverkusen         | Stefan Kießling                     | 25    |
| 2013–14   | FC Bayern München (24) **    | Borussia Dortmund        | Schalke 04               | Robert Lewandowski                  | 20    |
| 2014–15   | FC Bayern München (25)       | VfL Wolfsburg            | Borussia Mönchengladbach | Alexander Meier                     | 19    |
| 2015–16   | FC Bayern München (26) **    | Borussia Dortmund        | Bayer Leverkusen         | Robert Lewandowski                  | 30    |
| 2016–17   | FC Bayern München (27)       | RB Leipzig               | Borussia Dortmund        | Pierre-Emerick Aubameyang           | 31    |
| 2017–18   | FC Bayern München (28)       | Schalke 04               | 1899 Hoffenheim          | Robert Lewandowski                  | 29    |
| 2018–19   | FC Bayern München (29) **    | Borussia Dortmund        | RB Leipzig               | Robert Lewandowski                  | 22    |
| 2019–20   | FC Bayern München (30) ***   | Borussia Dortmund        | RB Leipzig               | Robert Lewandowski                  | 34    |
| 2020–21   | FC Bayern München (31)       | RB Leipzig               | Borussia Dortmund        | Robert Lewandowski                  | 41    |
| 2021–22   | FC Bayern München (32)       | Borussia Dortmund        | Bayer Leverkusen         | Robert Lewandowski                  | 35    |
| 2022–23   | FC Bayern München (33)       | Borussia Dortmund        | RB Leipzig               | Niclas Füllkrug, Christopher Nkunku | 16    |
| 2023–24   | Bayer Leverkusen (1)         | VfB Stuttgart            | FC Bayern München        | Harry Kane                          | 36    |
| 2024–25   | FC Bayern München (34)       |                          |                          |                                     |       |

### Performanța pe cluburi
| Club                     | Câștigători | Pe locul al doilea | Sezoane câștigătoare | Sezoane pe locul doi                                                                        |
| ------------------------ | ----------- | ------------------ | --- | ------------------------------------------------------------------------------------------- |
| FC Bayern München        | 34          | 10                 | 1932, 1968–69, 1971–72, 1972–73, 1973–74, 1979–80, 1980–81, 1984–85, 1985–86, 1986–87, 1988–89, 1989–90, 1993–94, 1996–97, 1998–99, 1999–2000, 2000–01, 2002–03, 2004–05, 2005–06, 2007–08, 2009–10, 2012–13, 2013–14, 2014–15, 2015–16, 2016–17, 2017–18, 2018–19, 2019–20, 2020–21, 2021–22, 2022–23, 2024–25 | 1969–70, 1970–71, 1987–88, 1990–91, 1992–93, 1995–96, 1997–98, 2003–04, 2008–09, 2011–12    |
| 1. FC Nürnberg           | 9           | 3                  | 1920, 1921, 1924, 1925, 1927, 1936, 1948, 1961, 1967–68 | 1934, 1937, 1962                                                                            |
| Borussia Dortmund        | 8           | 11                 | 1956, 1957, 1963, 1994–95, 1995–96, 2001–02, 2010–11, 2011–12 | 1949, 1961, 1965–66, 1991–92, 2012–13, 2013–14, 2015–16, 2018–19, 2019–20, 2021–22, 2022–23 |
| Schalke 04               | 7           | 10                 | 1934, 1935, 1937, 1939, 1940, 1942, 1958 | 1933, 1938, 1941, 1971–72, 1976–77, 2000–01, 2004–05, 2006–07, 2009–10, 2017–18             |
| Hamburger SV             | 6           | 8                  | 1923, 1928, 1960, 1978–79, 1981–82, 1982–83 | 1924, 1957, 1958, 1975–76, 1979–80, 1980–81, 1983–84, 1986–87                               |
| VfB Stuttgart            | 5           | 4                  | 1950, 1952, 1983–84, 1991–92, 2006–07 | 1935, 1953, 1978–79, 2002–03                                                                |
| Borussia Mönchengladbach | 5           | 2                  | 1969–70, 1970–71, 1974–75, 1975–76, 1976–77 | 1973–74, 1977–78                                                                            |
| Werder Bremen            | 4           | 7                  | 1964–65, 1987–88, 1992–93, 2003–04 | 1967–68, 1982–83, 1984–85, 1985–86, 1994–95, 2005–06, 2007–08                               |
| 1. FC Kaiserslautern     | 4           | 4                  | 1951, 1953, 1990–91, 1997–98 | 1948, 1954, 1955, 1993–94                                                                   |
| 1. FC Köln               | 3           | 7                  | 1962, 1963–64, 1977–78 | 1960, 1963, 1964–65, 1972–73, 1981–82, 1988–89, 1989–90                                     |
| 1. FC Lokomotive Leipzig | 3           | 2                  | 1903, 1906, 1913 | 1911, 1914                                                                                  |
| Greuther Fürth           | 3           | 1                  | 1914, 1926, 1929 | 1920                                                                                        |
| Hertha BSC               | 2           | 5                  | 1930, 1931 | 1925–26, 1926–27, 1927–28, 1928–29, 1974–75                                                 |
| FC Viktoria 1889 Berlin  | 2           | 2                  | 1908, 1911 | 1907, 1909                                                                                  |
| Dresdner SC              | 2           | 1                  | 1943, 1944 | 1940                                                                                        |
| Hannover 96              | 2           | —                  | 1938, 1954 |                                                                                             |
| Bayer Leverkusen         | 1           | 5                  | 2023-2024 | 1996–97, 1998–99, 1999–2000, 2001–02, 2010–11                                               |
| Karlsruher FV            | 1           | 2                  | 1910 | 1905, 1912                                                                                  |
| Holstein Kiel            | 1           | 2                  | 1912 | 1910, 1930                                                                                  |
| TSV 1860 München         | 1           | 2                  | 1965–66 | 1931, 1966–67                                                                               |
| SpVg Blau-Weiß 90 Berlin | 1           | 1                  | 1905 | 1921                                                                                        |
| Karlsruher SC            | 1           | 1                  | 1909 | 1956                                                                                        |
| Fortuna Düsseldorf       | 1           | 1                  | 1933 | 1936                                                                                        |
| Eintracht Frankfurt      | 1           | 1                  | 1959 | 1932                                                                                        |
| VfL Wolfsburg            | 1           | 1                  | 2008–09 | 2014–15                                                                                     |
| Freiburger FC            | 1           | —                  | 1907 |                                                                                             |
| Rapid Wien               | 1           | —                  | 1941 |                                                                                             |
| VfR Mannheim             | 1           | —                  | 1949 |                                                                                             |
| Rot-Weiss Essen          | 1           | —                  | 1955 |                                                                                             |
| Eintracht Braunschweig   | 1           | —                  | 1966–67 |                                                                                             |
| 1. FC Saarbrücken        | —           | 2                  | | 1943, 1952                                                                                  |
| Kickers Offenbach        | —           | 2                  | | 1950, 1959                                                                                  |
| RB Leipzig               | —           | 2                  | | 2016–17, 2020–21                                                                            |
| Deutscher FC Prag        | —           | 1                  | | 1903                                                                                        |
| 1. CfR Pforzheim         | —           | 1                  | | 1906                                                                                        |
| Stuttgarter Kickers      | —           | 1                  | | 1908                                                                                        |
| Duisburger SpV           | —           | 1                  | | 1913                                                                                        |
| 1. FC Union Berlin       | —           | 1                  | | 1923                                                                                        |
| FSV Frankfurt            | —           | 1                  | | 1925                                                                                        |
| FC Admira Wacker Mödling | —           | 1                  | | 1939                                                                                        |
| First Vienna             | —           | 1                  | | 1942                                                                                        |
| LSV Hamburg              | —           | 1                  | | 1944                                                                                        |
| Preußen Münster          | —           | 1                  | | 1951                                                                                        |
| MSV Duisburg             | —           | 1                  | | 1963–64                                                                                     |
| Alemannia Aachen         | —           | 1                  | | 1968–69                                                                                     |

Titluri câștigate de club (%)
     FC Bayern München – 33 (30%)
     1. FC Nürnberg – 9 (8%)
     Borussia Dortmund – 8 (7%)
     Schalke 04 – 7 (7%)
     Hamburger SV – 6 (6%)
     VfB Stuttgart – 5 (5%)
     Borussia Mönchengladbach – 5 (5%)
     Altele – 36 (33%)
Note:
- A.  VfB Leipzig ar fi înfruntat Berliner TuFC, dar nu a avut loc nicio finală.
- B. aFormat:Etichetă notăFormat:Etichetă notăFormat:Etichetă notăFormat:Notă label Campionatul german de fotbal nu a avut loc între 1915 și 1919 din cauza Primului Război Mondial.
- C.  Finala din 1922 dintre Hamburger SV și 1. FC Nürnberg s-a încheiat cu 2–2. Meciul a fost suspendat din cauza întunericului după 189 de minute de joc. Reluarea s-a încheiat cu 1–1 când arbitrul a anulat jocul în timpul prelungirilor, deoarece Nürnberg avea doar șapte jucători rămași în joc. Hamburg a primit campionatul, dar mai târziu a refuzat.
- D. aFormat:Notă etichetăFormat:Notă etichetă Campionatul Germaniei de fotbal nu a avut loc între 1945 și 1947 din cauza Al Doilea Război Mondial și consecințele acestuia.
- E. E VfB Leipzig sunt acum cunoscute ca Lokomotive Leipzig.
- F. F Viena făcea parte din Germania când Rapid Wien a câștigat campionatul în 1941.

### Performanța pe regiuni
| State(regiuni)            | Titluri | Club(uri) |
| ------------------------- | ------- | --- |
| Bavaria                   | 46      | FC Bayern München (33), 1. FC Nürnberg (9), Greuther Fürth (3), TSV 1860 München (1)                                                                                                 |
| Renania de Nord-Westfalia | 25      | Westfalia (15): Borussia Dortmund (8), Schalke 04 (7) Renania de Nord (7): Borussia Mönchengladbach (5), Fortuna Düsseldorf (1), Rot-Weiß Essen (1) Middle Rhine (3): 1. FC Köln (3) |
| Baden-Württemberg         | 9       | Württemberg (5): VfB Stuttgart (5) Baden (3): Karlsruher FV (1), Karlsruher SC (1), VfR Mannheim (1) Baden de Sud (1): Freiburger FC (1)                                             |
| Hamburg                   | 6       | Hamburger SV (6) |
| Saxonia                   | 5       | Lokomotive Leipzig (3), Dresdner SC (2) |
| Berlin                    | 5       | Hertha BSC (2), Viktoria 89 Berlin (2), SpVgg Blau-Weiß 1890 Berlin (1) |
| Bremen                    | 4       | Werder Bremen (4) |
| Renania-Palatinat         | 4       | 1. FC Kaiserslautern (4) |
| Saxonia Inferioară        | 4       | Hannover 96 (2), VfL Wolfsburg (1), Eintracht Braunschweig (1) |
| Schleswig-Holstein        | 1       | Holstein Kiel (1) |
| Hessa                     | 1       | Eintracht Frankfurt (1) |
| Austria                   | 1       | Austria (1): Rapid Viena (1) |

## Top 11
- Clasament cu echipele care au câștigat cele mai multe trofee pe plan intern.

| Top 11 | Club Sportiv        | Campionat | Cupa | Cupa Ligii | Supercupa | Total |
| ------ | ------------------- | --------- | ---- | ---------- | --------- | ----- |
| 1      | Bayern              | 33        | 20   | 6          | 8         | 67    |
| 2      | Dortmund            | 8         | 5    | 0          | 6         | 19    |
| 3      | Schalke 04          | 7         | 5    | 1          | 1         | 14    |
| 4      | Werder Bremen       | 4         | 6    | 1          | 3         | 14    |
| 5      | Nürnberg            | 9         | 4    | 0          | 0         | 13    |
| 6      | Hamburg             | 6         | 3    | 2          | 0         | 11    |
| 7      | Stuttgart           | 5         | 3    | 0          | 1         | 9     |
| 8      | M'gladbach          | 5         | 3    | 0          | 0         | 8     |
| 9      | Kaiserslautern      | 4         | 2    | 0          | 1         | 7     |
| 10     | Köln                | 3         | 4    | 0          | 0         | 7     |
| 11     | Eintracht Frankfurt | 1         | 5    | 0          | 0         | 6     |

## Clasamentul UEFA
Coeficientul UEFA în 2025
- 1  Premier League
- 2  Serie A
- 3  La Liga
- 4  Bundesliga
- 5  Ligue 1

## Palmares în competițiile europene și internaționale
| Club Sportiv     | Liga Campionilor | Liga Campionilor | Cupa Campionilor | Cupa Campionilor | Europa League | Europa League | Cupa UEFA | Cupa UEFA | Cupa Cupelor | Cupa Cupelor | Supercupa Europei | Supercupa Europei | CM al Cluburilor | CM al Cluburilor | Cupa Intercontinentală | Cupa Intercontinentală | Cupa Intertoto | Cupa Intertoto |
| Club Sportiv     | Campioni         | Pierdut          | Campioni         | Pierdut          | Campioni      | Pierdut       | Campioni  | Pierdut   | Campioni     | Pierdut      | Campioni          | Pierdut           | Campioni         | Pierdut          | Campioni               | Pierdut                | Campioni       | Pierdut        |
| ---------------- | ---------------- | ---------------- | ---------------- | ---------------- | ------------- | ------------- | --------- | --------- | ------------ | ------------ | ----------------- | ----------------- | ---------------- | ---------------- | ---------------------- | ---------------------- | -------------- | -------------- |
| Bayern München   | 3                | 3                | 3                | 2                | -             | -             | 1         | 0         | 1            | 0            | 1                 | 3                 | 1                | 0                | 2                      | 0                      | -              | -              |
| Dortmund         | 1                | 1                | -                | -                | -             | -             | 0         | 2         | 1            | 0            | 0                 | 1                 | -                | -                | 1                      | 0                      | -              | -              |
| Hamburg          | -                | -                | 1                | 1                | -             | -             | 0         | 1         | 1            | 1            | 0                 | 2                 | -                | -                | 0                      | 1                      | 5              | 1              |
| Leverkusen       | 0                | 1                | -                | -                | -             | -             | 1         | 0         | -            | -            | -                 | -                 | -                | -                | -                      | -                      | -              | -              |
| Mönchengladbach  | -                | -                | 0                | 1                | -             | -             | 2         | 2         | -            | -            | -                 | -                 | -                | -                | 0                      | 1                      | -              | -              |
| Frankfurt        | -                | -                | 0                | 1                | -             | -             | 1         | 0         | -            | -            | -                 | -                 | -                | -                | -                      | -                      | 1              | 0              |
| Schalke 04       | -                | -                | -                | -                | -             | -             | 1         | 0         | -            | -            | -                 | -                 | -                | -                | -                      | -                      | 2              | 0              |
| Werder Bremen    | -                | -                | -                | -                | -             | -             | 0         | 1         | 1            | 0            | 0                 | 1                 | -                | -                | -                      | -                      | 4              | 0              |
| Stuttgart        | -                | -                | -                | -                | -             | -             | 0         | 1         | 0            | 1            | -                 | -                 | -                | -                | -                      | -                      | 3              | 0              |
| FC Köln          | -                | -                | -                | -                | -             | -             | 0         | 1         | -            | -            | -                 | -                 | -                | -                | -                      | -                      | -              | -              |
| FC Magdeburg     | -                | -                | -                | -                | -             | -             | -         | -         | 1            | 0            | -                 | -                 | -                | -                | -                      | -                      | -              | -              |
| Düsseldorf       | -                | -                | -                | -                | -             | -             | -         | -         | 0            | 1            | -                 | -                 | -                | -                | -                      | -                      | 3              | 0              |
| TSV 1860 München | -                | -                | -                | -                | -             | -             | -         | -         | 0            | 1            | -                 | -                 | -                | -                | -                      | -                      | -              | -              |
| Carl Zeiss Jena  | -                | -                | -                | -                | -             | -             | -         | -         | 0            | 1            | -                 | -                 | -                | -                | -                      | -                      | -              | -              |
| Lokomo.Leipzig   | -                | -                | -                | -                | -             | -             | -         | -         | 0            | 1            | -                 | -                 | -                | -                | -                      | -                      | -              | -              |

### Clasament pe competiții

#### Liga Campionilor
| Liga Campionilor / Cupa Campionilor Europeni | Liga Campionilor / Cupa Campionilor Europeni | Liga Campionilor / Cupa Campionilor Europeni | Liga Campionilor / Cupa Campionilor Europeni | Liga Campionilor / Cupa Campionilor Europeni | Liga Campionilor / Cupa Campionilor Europeni |
| Locul                                        | Club Sportiv                                 | Campioni                                     | Anii                                         | Finaliști                                    | Anii                                         |
| -------------------------------------------- | -------------------------------------------- | -------------------------------------------- | -------------------------------------------- | -------------------------------------------- | -------------------------------------------- |
| 1                                            | Bayern München                               | 6                                            | 1974, 1975, 1976, 2001, 2013, 2020           | 5                                            | 1982, 1987, 1999, 2010, 2012                 |
| 2                                            | Borussia Dortmund                            | 1                                            | 1997                                         | 1                                            | 2013                                         |
| 2                                            | Hamburg                                      | 1                                            | 1983                                         | 1                                            | 1980                                         |
| 3                                            | Bayer Leverkusen                             | -                                            |                                              | 1                                            | 2002                                         |
| 3                                            | Mönchengladbach                              | -                                            |                                              | 1                                            | 1977                                         |
| 3                                            | Eintracht Frankfurt                          | -                                            |                                              | 1                                            | 1960                                         |

## Statistici Jucători
| Jucător | Jucător           | Perioada  | Club                | Jocuri |
| ------- | ----------------- | --------- | ------------------- | ------ |
| 1       | Karl-Heinz Körbel | 1972–1991 | Eintracht Frankfurt | 602    |
| 2       | Manfred Kaltz     | 1971–1991 | Hamburger SV        | 581    |
| 3       | Oliver Kahn       | 1987–2008 | FC Bayern München   | 557    |
| 4       | Klaus Fichtel     | 1965–1988 | FC Schalke 04       | 552    |
| 5       | Miroslav Votava   | 1976–1996 | SV Werder Bremen    | 546    |
| 6       | Klaus Fischer     | 1968–1988 | FC Schalke 04       | 535    |
| 7       | Eike Immel        | 1978–1995 | VfB Stuttgart       | 534    |
| 8       | Willi Neuberger   | 1966–1983 | Eintracht Frankfurt | 520    |
| 9       | Michael Lameck    | 1972–1988 | VfL Bochum          | 518    |
| 10      | Uli Stein         | 1978–1997 | Hamburger SV        | 512    |

| Jucător | Jucător               | Perioada  | Club                     | Goluri       |
| ------- | --------------------- | --------- | ------------------------ | ------------ |
| 1       | Gerd Müller           | 1965–1979 | FC Bayern München        | 365 (Ø 0,85) |
| 2       | Klaus Fischer         | 1968–1988 | FC Schalke 04            | 268 (Ø 0,50) |
| 3       | Jupp Heynckes         | 1965–1978 | Borussia Mönchengladbach | 220 (Ø 0,60) |
| 4       | Manfred Burgsmüller   | 1969–1990 | Borussia Dortmund        | 213 (Ø 0,48) |
| 5       | Ulf Kirsten           | 1990–2003 | Bayer 04 Leverkusen      | 181 (Ø 0,52) |
| 6       | Stefan Kuntz          | 1983–1999 | 1. FC Kaiserslautern     | 179 (Ø 0,40) |
| 7       | Dieter Müller         | 1973–1986 | 1. FC Köln               | 177 (Ø 0,58) |
| 8       | Klaus Allofs          | 1975–1993 | 1. FC Köln               | 177 (Ø 0,42) |
| 9       | Hannes Löhr           | 1964–1977 | 1. FC Köln               | 166 (Ø 0,44) |
| 10      | Karl-Heinz Rummenigge | 1974–1984 | FC Bayern München        | 162 (Ø 0,52) |

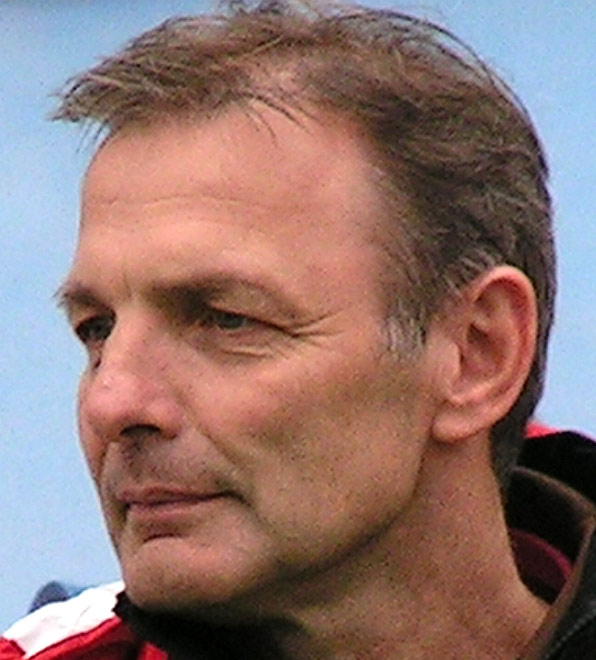
Karl-Heinz Körbel

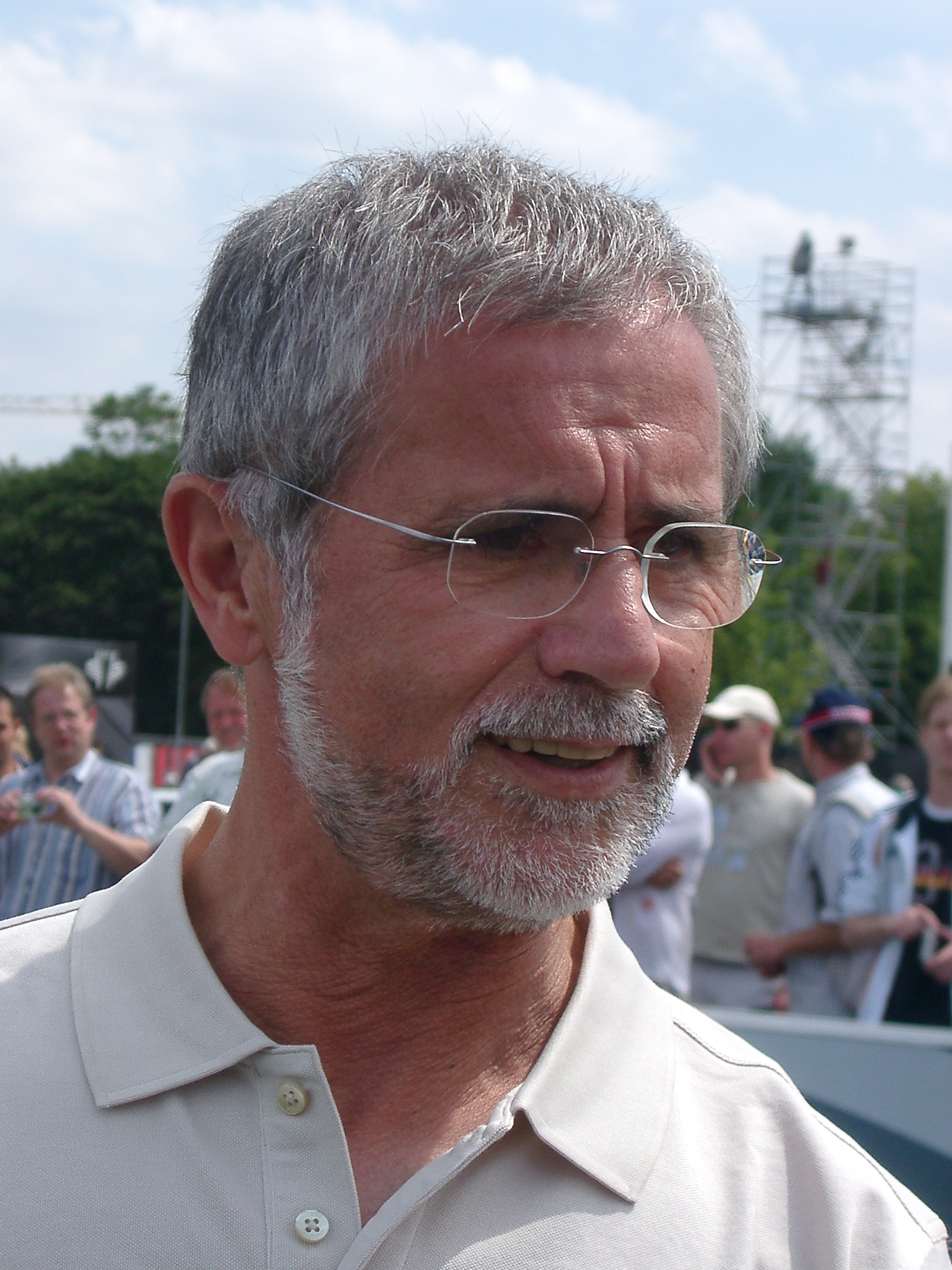
Gerd Müller

- Cele mai multe auto-goluri înscrise: 6 de Manfred Kaltz (Hamburger SV).
- Cel mai bătrân jucător a fost Klaus Fichtel (Werder Bremen): 43 ani.
- Cel mai tânăr jucător a fost Nuri Șahin de la Borussia Dortmund (16 ani și 335 zile).
- Cele mai multe cartonașe roșii au fost acordate lui Jens Nowotny (8), Stefan Effenberg, Sergej Barbarez și Torsten Kracht (7 fiecare).
- Cele mai multe goluri înscrise din lovituri de la 11 metri: Manfred Kaltz (53 (7 ratate)).
- Cele mai multe goluri primite de către un portar: 829 de Eike Immel (în 534 meciuri).
- Cel mai rapid gol: Giovane Elber (Bayern München) după 11 secunde